# Ернст Майр
Ернст Майр (нім. Ernst Walter Mayr, 5 липня 1904 — 3 лютого 2005) — німецький біолог. Займався проблемами систематики, у першу чергу — концепцією біологічного виду. Праці Е. Майра — зокрема «Систематика і походження видів» (1942) — суттєво вплинули на розвиток синтетичної теорії еволюції, котра є результатом синтезу генетики і концепцій еволюції.
Майр досліджував також механізми видоутворення. Йому належить відкриття механізму і створення теорії перипатричного видоутворення.
Як зоолог і натураліст вчений особливу увагу приділяв орнітології. Його науковим керівником був Ервін Штреземан. Теоретичний доробок Е. Майра у галузі систематики, біологічної мінливості, видоутворення та ін. базується переважно на вивченні птахів.
Перу Е.Майра належать також праці з історії науки (зокрема з історії біології) та філософії біології.

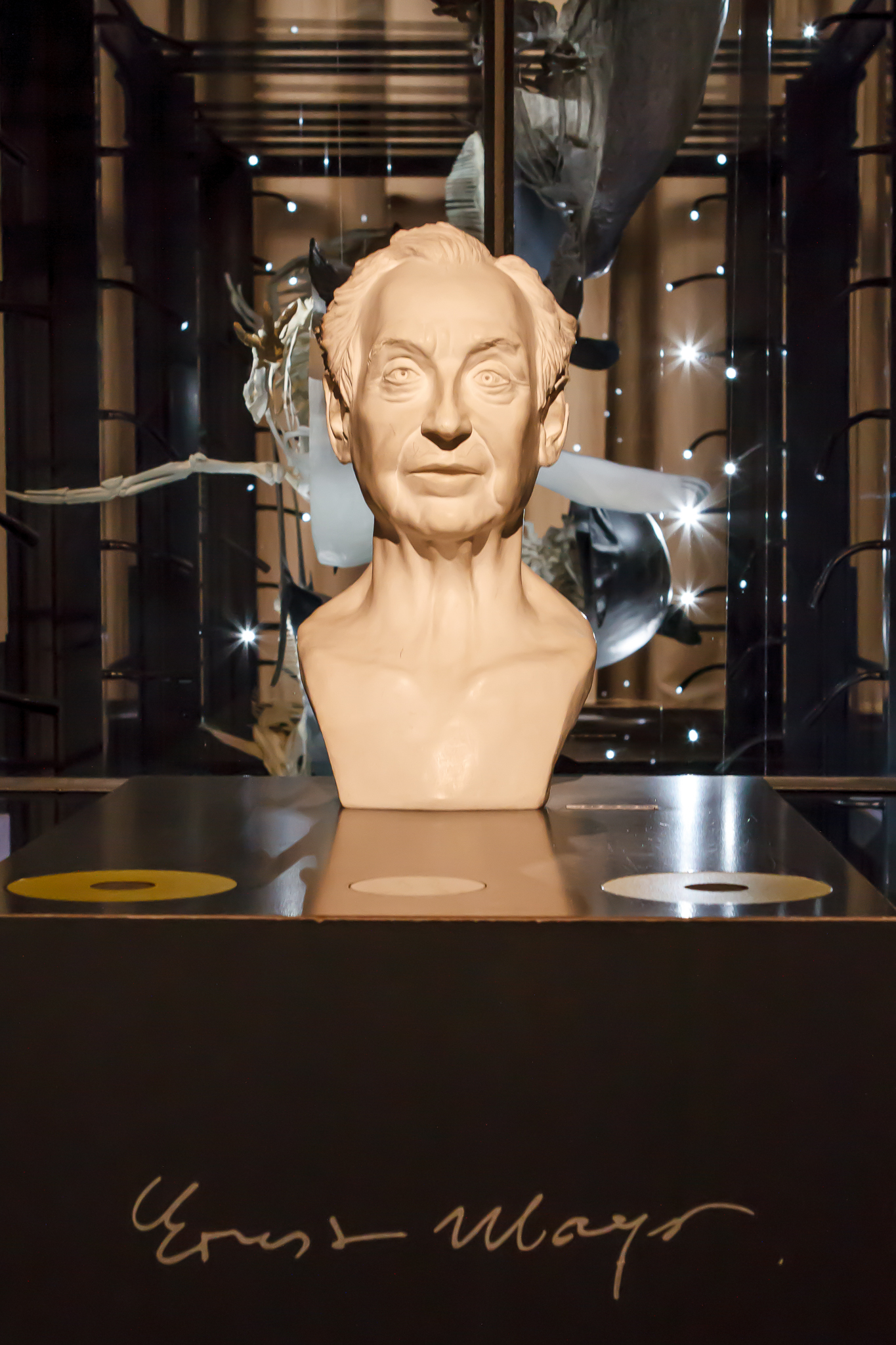
Бюст Майра у Музеї природничих наук, Берлін

## Найважливіші наукові праці
- Систематика і походження видів — Systematics and the Origin of Species (1942)
- Методи і принципи зоологічної систематики — Methods and Principles of Systematic Zoology (1953)
- Види тварин і еволюція — Animal Species and Evolution (1963; deutsch Artbegriff und Evolution, 1967)
- Розвиток біологічної думки — The Growth of Biological Thought (1982; deutsch Die Entwicklung der Biologischen Gedankenwelt, 1984)
- До нової філософії в біології — Toward a New Philosophy of Biology (1988; deutsch Eine neue Philosophie der Biologie, 1991)
- Довга суперечка: Чарльз Дарвін і розвиток сучасної еволюційної теорії (нім. …а Дарвін все-таки мав рацію) — One long argument: Charles Darwin and the Genesis of Modern Evolutionary Thought (1991; deutsch: … und Darwin hat doch recht, 1994)
- Ось що таке біологія: наука живого — This is Biology: The Science of the Living World (1998; deutsch Das ist Biologie — Die Wissenschaft vom Leben, 2000), ISBN 3-8274-1015-0
- Що таке еволюція — What Evolution is (2001; deutsch Das ist Evolution, 2005). ISBN 3-442-15349-2
- Концепції біології — Konzepte der Biologie (2005), ISBN 3-7776-1372-X